# ポール・オッテリーニ
ポール・スティーブンス・オッテリーニ（Paul Stevens Otellini、 1950年10月12日 - 2017年10月2日）は、アメリカ合衆国の実業家。元インテル社長兼最高経営責任者（CEO）。
サンフランシスコ出身。イタリア系アメリカ人。1972年にサンフランシスコ大学で経済学の学士号を、1974年にカリフォルニア大学バークレー校 ハース・ビジネススクールで経営学修士号を取得。
1974年にインテルに入社。1980年代はIBMのコンピュータにインテルのマイクロプロセッサを採用させるのに成功。1990年代はマイクロプロセッサ部門のゼネラルマネージャーを務め、1993年のPentium発売を指揮した。
昇進を続け、2002年1月には社長兼最高執行責任者（COO）に就任。2002年5月に取締役に選任される。2005年5月18日、クレイグ・バレットに代わりインテル5代目CEOとなった。2004年4月からはGoogleの取締役も務める。2017年9月現在、Googleの親会社であるAlphabetの社外取締役である。
2007年、中国の大連市に30億ドルで半導体製造工場を建設する計画を発表した。